# ジョン・ホーガン
ジョン・ホーガン（John Horgan、1953年 -  ）は、アメリカの科学ジャーナリスト。英語圏の科学雑誌に数多くの記事を寄稿している。1986年から1997年まで『サイエンティフィック・アメリカン』の編集委員（senior writer）を務めた。1996年の著書『科学の終焉』では大きなインパクトを持つ発見の終焉を主張し、1999年のその続編を通して心と関連する研究分野に言及し、2003年の『科学を捨て、神秘へと向かう理性』では神秘主義と科学の関係を探った。
『サイエンティフィック・アメリカン』、『ニューヨーク・タイムズ』、『タイム』、『ニューズウィーク』、『ワシントン・ポスト』、『ロサンジェルス・タイムズ』、『ニューリパブリック』、『Slate』、『Discover』といった雑誌に原稿を寄稿している。

## 「証明は死んだ」と『科学の終焉』
1993年10月のサイエンティフィック・アメリカンの記事「証明は死んだ」（The Death of Proof）にて、ホーガンは数学における証明について語った。コンピューターを用いた証明の発展などに代表されるような、現代の数学における証明の複雑さの増加は、数学における古典的な証明の概念を崩壊させつつある、と述べた。ホーガンのこの考えは、数学者デイビッド・ホフマン（David Hoffman）の表現を借りれば数学者たちからの「怒号と批判の洪水（torrents of howls and complaints）」を浴びた。
1996年の著書『科学の終焉』（The End of Science）は、記事「証明は死んだ」の続きである。『科学の終焉』の中でホーガンは純粋科学（pure science）を「宇宙とその中での私達の位置を理解しようとする人間の原始的な探検」と定義し、その上で純粋科学は終焉を迎えようとしている、とした。進化、自然選択、DNA、ビッグバン、相対論、量子論といったものほど大きいインパクトを持つ発見は、今後科学によってなされることは無いだろう、とした。これから科学は、より洗練され、拡張され、応用範囲を広げていくだろうが、もはや大きい発見というのはないだろうとした。
1999年、物理学者フィリップ・アンダーソンは、ホーガンの主張を次のように批判した。「ホーガンの悲観論が間違っている理由は科学の性質それ自体の中にある。問いが答えを得たなら、いつでも科学者は更に進んで新たな種類の問いを投げかける、これは終わりなき問いの提供と思える」 とした。他にも多くの科学者が、ホーガンの主張を批判している。『ニューヨーク・タイムズ』のレビューでは『科学の終焉』を「知的に聡明であり、包括的に書かれ、しばしば素晴らしく、時に弱い者いじめである（intellectually bracing, sweepingly reported, often brilliant and sometimes bullying.）」と評した

## 心の科学へ
1999年、ホーガンは『科学の終焉』の続編となる『続・科学の終焉―未知なる心』（The Undiscovered Mind: How the Human Brain Defies Replication, Medication and Explanation）を出版した。この『続』では、神経科学、精神分析、精神薬理学、進化心理学、行動遺伝学、人工知能研究などの心と関連する研究分野について扱った。2003年の著書『科学を捨て、神秘へと向かう理性』（Rational Mysticism） では、様々な科学者や神秘主義者へのインタビューを介しながら、「科学とスピリチュアリティ」や「科学と宗教」の間の関係について書いた。
2005年、ホーガンはアメリカのニュージャージー州にあるスティーブンス工科大学の科学執筆センター（Center for Science Writings, CSW）のセンター長となる。CSWは著名な科学コミュニケーターが登壇する講演会を開催し、ハーバードの心理学者スティーブン・ピンカー、プリンストンの生物学者リー・シルバー、デュークの哲学者オーウェン・フラナガン、ニューヨーク・タイムズのレポーターアンドリュー・レブキンなどが講演した。2006年、CSWは環境をテーマとした優れた本に送るグリーン・ブック賞（Green Book Award）を創設。第一回の賞はThe Creationを執筆した生物学者E.O.ウィルソンに送られた。

## メディア

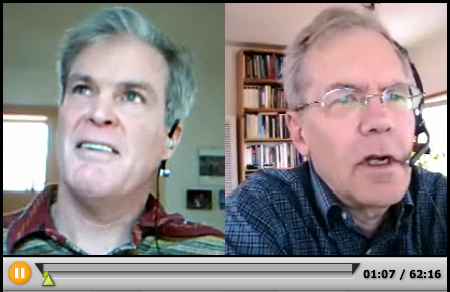
BloggingHeads.tv に定期的に投稿されている対談動画の様子。左がホーガン。

ホーガンは様々なメディアに出演している。チャーリ・ローズ・ショウ（Charlie Rose show）、PBSニュースアワーなどのアメリカおよびヨーロッパ圏のテレビ番組に出演している。ネット上ではBloggingHeads.tvで定期的にビデオポッドキャストを配信している。BloggingHeads.tvで、ホーガンは様々な科学者、哲学者、ブロガーなどと、科学と関連したトピックについてウェブカメラを使用してネット経由で対談・インタビューを行い、それを動画にして配信している。動画はそれぞれ約一時間ほどの長さ。

## 著作

### 本
- Horgan, John (1996), The End of Science: Facing the Limits of Science in the Twilight of the Scientific Age. New York: Broadway Books.
  - 『科学の終焉』 筒井康隆(監修)、竹内薫(訳) 徳間書店 1997年 ISBN 978-4198607692
- Horgan, John (1999). The Undiscovered Mind: How the Human Brain Defies Replication, Medication and Explanation. New York: Touchstone.
  - 『続・科学の終焉―未知なる心』 筒井康隆(監修)、竹内薫(訳) 徳間書店 2000年 ISBN 978-4198611705
- Horgan, John and Reverend Frank Greer (2002).  Where Was God on September 11? (A Scientist Asks a Ground Zero Pastor).  San Francisco: Browntrout Publishers.
- Horgan, John (2003). Rational Mysticism: Dispatches from the Border Between Science and Spirituality. New York: Houghton Mifflin.
  - 『科学を捨て、神秘へと向かう理性』 竹内薫(訳) 徳間書店 2004年 ISBN 978-4198619503
- Horgan, John (2012). The End of War. McSweeney's. pp. 224. ISBN 978-1-936365-36-4

### 記事
- Horgan, John (May 1991). “Profile: Reluctant Revolutionary: Thomas S. Kuhn unleashed "paradigm" on the world”. Scientific American 264 (5):  40, 49. https://www.jstor.org/stable/24936900
- Horgan, John (October 1993). “The Death of Proof”. Scientific American 269 (4):  92-103. （邦訳：「証明は死んだ (数学は楽しい) -- (数学とは--現代数学の姿)」『別冊日経サイエンス』第169巻、2010年2月、116-127頁。）
- Horgan, John (November 1993). “Were Four Corners Victims Biowar Casualties?”. Scientific American 269 (5):  8. doi:10.1038/scientificamerican1093-8.
- Horgan, John (November 1993). “Profile: Marvin L. Minsky: The Mastermind of Artificial Intelligence”. Scientific American 269 (5):  14–15.
- Horgan, John (February 1994). “Trends in Physics: Particle Metaphysics”. Scientific American 270 (2):  70–78.
- Horgan, John (December 1994). “Global Politics: Mathematicians Collide Over a Claim About Packing Spheres”. Scientific American 271 (6):  20–21.
- Horgan, John (December 1994). “The No-Name Virus: Questions Linger After the Four Corners Outbreak”. Scientific American 271 (6):  21–22. PMID 7809594.

## 脚註
1. ↑  David Hoffman, book review of The End of Science: Facing the Limits of Knowledge in the Twilight of the Scientific Age, Notices of the AMS, Volume 45, Number 2 (February 1998), pp. 263.  Accessed October 21, 2007.
2. ↑  Philip W. Anderson, Why Do They Leave Physics? Archived 2011年6月4日, at the Wayback Machine., Physics Today, Sep99, Vol. 52
3. ↑  Natalie Angier, The Job Is Finished, The New York Times, June 30, 1996
4. ↑  Dick Teresi (2003年3月23日). “Dude, Where's My Karma?”. The New York Times. 2012年7月2日閲覧。 Book review of Horgan's Rational Mysticism: Dispatches From the Border Between Science and Spirituality. New York: Houghton Mifflin, 2003. (ISBN 0-61844-663-X).